# Abadia pontifical de sant Jeroni a Roma
L'Abadia pontifical de sant Jeroni a Roma (en llatí, Abbatia Pontificia Sancti Hieronymi in Urbe; en italià, Pontificia Abbazia di San Girolamo in Urbe) fou un monestir benedictí de la ciutat de Roma fundat amb el propòsit de dedicar-se a fer una revisió crítica de la Vulgata.

## Fundació i tasca
El 1907, Pius X va anunciar que havia assignat als benedictins la tasca de fer una edició de la Vugata fent les correccions que creguessin oportunes revisant els textos sagrats originals. A més d'aquesta edició crítica de la Vulgata, el monestir va crear una col·lecció anomenada Collectanea Biblica Latina per publicar altres documents que s'havien trobat arran de la investigació en relació als textos originals de la Bíblia. El 1914 el papa, per motu proprio, va establir una comissió (Consilium a Decessore) per supervisar aquesta obra. El nom d'aquesta comissió és el que va constar en la pàgina del títol del primer volum publicat el 1926 amb el següent nom Biblia Sacra iuxta latinam vulgatam versionem ad codicum fidem. Els col·laboradors del projecte van fer servir com a local per a la seva feina l'Ateneu Pontifical de Sant Anselm, una universitat situada al districte XII de Roma, a la plaça dels cavallers de Malta, i posteriorment es van traslladar al Palazzo San Callisto, situat a la plaça de santa Maria in Trastevere. El 15 de juny del 1933 el papa Pius XI, mitjançant una constitució apostòlica titulada Inter praecipuas, va establir que una abadia acabaria el treball i en un motu proprio del 1934 va establir el seu estatus. Els membres d'aquesta abadia van ser escollits principalment de l'abadia de Clervaux i el primer abat va ser Henri Quentin.
La metodologia emprada per l'edició va ser un punt de controvèrsia entre els acadèmics, això no obstant, l'obra va resultar ser una gran millora sobre el text anteriorment disponible. El 1969, quan encara només s'havien publicat un volum de l'extensa obra que es proposaven fer, el Llibre d'Isaïes, Robert Weber, un membre de l'abadia, va encetar un projecte a banda per crear una edició resumida de la Vulgata, que es publicaria amb el nom Biblia Sacra iuxta vulgatam versionem. Aquesta és actualment l'edició llatina estàndard emprada a les universitats.
La biblioteca de l'abadia va allotjar la col·lecció de llibres de Montecassino, mentre en aquesta altra abadia es feien obres de reconstrucció.
Mentrestant la Santa Seu va publicar una nova traducció de la Bíblia en una versió més propera al llatí clàssic, la Nova Vulgata, que s'adaptava millor als canvis litúrgics establerts en els darrers anys, i ja no es va veure necessari continuar amb l'edició benedictina, per la qual cosa l'abadia es va suprimir l'any 1984. La propietat de l'abadia va ser traspassada a l'Institut Pontifical de Música Sacra. Tanmateix, cinc monjos van continuar amb la tasca de traducció i van publicar els dos volums finals de l'Antic Testament mitjançant la Commissió Pontifical per la Revisió i Esmena de la Vulgata, que va realitzar la publicació amb el nom de l'abadia el 1987 i el 1995.